# Lophozia heterocolpos
Lophozia heterocolpos là một loài Rêu trong họ Jungermanniaceae. Loài này được (Thed.) M. Howe mô tả khoa học đầu tiên năm 1899.